# Prima Loggia
La Prima Loggia è un ambiente del primo piano del Palazzo Apostolico, nella Città del Vaticano, facente parte del complesso delle Logge.

## Storia e descrizione
Una lettera di Marcantonio Michiel inviata da Roma il 4 maggio 1519 a un corrispondente veneziano parla dei lavori del Sanzio in Vaticano, citando le "quattro camere del pontefice" (le Stanze), una "loggia longhissima" (la Loggia di Raffaello) e due altre logge con i lavori in corso "che saranno cose bellissime". Una di queste gallerie minori dev'essere la Loggetta del cardinal Bibbiena al terzo piano, ancora decorata da grottesche della scuola di Raffaello, mentre la seconda loggia dev'essere, per esclusione, la cosiddetta Prima Loggia al primo piano sul cortile di San Damaso.
In un'altra annotazione del Michiel, datata 27 dicembre 1519, si ricorda infatti come la "loggia di sotto del Palazzo de le tre poste una sopra l'altra, rivolte verso Roma a greco" fosse stata decorata "a fogliami, grottesche e et altre simili fantasie, assai vulgarmente et con poca spesa, benché vistosamente": da ciò si rileva che Raffaello, preso da numerosi e più importanti impegni, dovette abbandonare completamente alla bottega la decorazione della Prima Loggia.
Gli affreschi che si vedono oggi sono di Alessandro Mantovani, che coprì i pochi rimasugli cinquecenteschi nella seconda metà del XIX secolo.